# Sons of the Devil
Sons of the Devil — серия комиксов, которую в 2015—2017 годах издавала компания Image Comics.

## Синопсис
Серия написана в жанре психологических ужасов. Главным героем является паренёк Трэвис, узнавший, что у него есть семейные связи со смертоносным культом.

### Выпуски
| №  | Название         | Дата выхода      | Оценка на Comic Book Roundup    | Предполагаемый объём продаж (первый месяц) |
| -- | ---------------- | ---------------- | ------------------------------- | ------------------------------------------ |
| 1  | Revelations      | 27 мая 2015      | 7,6 из 10 на основе 20 рецензий | 19 392, позиция в Северной Америке — 126   |
| 2  | Left Handed Man  | 24 июня 2015     | 7,2 из 10 на основе 7 рецензий  | 10 872, позиция в Северной Америке — 168   |
| 3  | Pillars of Smoke | 22 июля 2015     | 8 из 10 на основе 5 рецензий    | 8 914, позиция в Северной Америке — 230    |
| 4  | н/д              | 26 августа 2015  | 9,1 из 10 на основе 2 рецензий  | 7 373, позиция в Северной Америке — 228    |
| 5  | н/д              | 30 сентября 2015 | 8,2 из 10 на основе 3 рецензий  | 6 935, позиция в Северной Америке — 247    |
| 6  | н/д              | 23 марта 2016    | 9,8 из 10 на основе 2 рецензий  | 4 618, позиция в Северной Америке — 287    |
| 7  | Trust            | 4 мая 2016       | 10 из 10 на основе 1 рецензии   | н/д                                        |
| 8  | н/д              | 29 июня 2016     | 8,2 из 10 на основе 2 рецензий  | н/д                                        |
| 9  | Omission         | 27 июля 2016     | 8,2 из 10 на основе 3 рецензий  | н/д                                        |
| 10 | н/д              | 31 августа 2016  | 8,9 из 10 на основе 2 рецензий  | н/д                                        |
| 11 | Reflection       | 5 апреля 2017    | 8,6 из 10 на основе 1 рецензии  | н/д                                        |
| 12 | н/д              | 10 мая 2017      | 8,8 из 10 на основе 1 рецензии  | н/д                                        |
| 13 | н/д              | 14 июня 2017     | 9,2 из 10 на основе 2 рецензий  | н/д                                        |
| 14 | Sacrifice        | 26 июля 2017     | 9,5 из 10 на основе 1 рецензии  | н/д                                        |

### Сборники
| Название                 | Тип            | Дата выхода      | Собранный материал       | Кол-во страниц | ISBN                       | Предполагаемый объём продаж (первый месяц) |
| ------------------------ | -------------- | ---------------- | ------------------------ | -------------- | -------------------------- | ------------------------------------------ |
| Vol. 1                   | Мягкая обложка | 25 ноября 2015   | Sons of the Devil #1-5   | 136            | 978-1632155528, 1632155524 | 1 624, позиция в Северной Америке — 69     |
| Vol. 2: Secrets and Lies | Мягкая обложка | 12 октября 2016  | Sons of the Devil #6-10  | 136            | 978-1632157218, 1632157217 | 734, позиция в Северной Америке — 159      |
| Vol. 3                   | Мягкая обложка | 20 сентября 2017 | Sons of the Devil #11-14 | 104            | 978-1534303737, 1534303731 | 503, позиция в Северной Америке — 193      |

## Отзывы
На сайте Comic Book Roundup серия имеет оценку 8,7 из 10 на основе 52 рецензий. Грег Макэлхаттон из Comic Book Resources написал, что первый выпуск «даёт хорошее начало серии», отметив, что «чем меньше вы знаете о комиксе, тем лучше». Тобиас Кэрролл из Paste посчитал, что «рисунки Тони Инфанте существенно улучшают настроение», ведь «художник обрамляет многие панели под странными наклонными углами, ещё больше усиливая дезориентацию повествования». Трэвис Муди из Comics Bulletin дал дебюту 4 звезды с половиной из 5 и отметил, что комикс понравится тем, кто читал серию Constantine или смотрел телесериал «Водолей». Тони Герреро из Comic Vine поставил первому выпуску 5 звёзд из 5 и подчеркнул, что «Брайан Буччеллато и Тони Инфанте создали новый интригующий мир».